# Full Metal Village
Full Metal Village ist ein deutscher Dokumentarfilm der koreanischen Regisseurin Cho Sung-hyung, gedreht in den Jahren 2005 und 2006 im schleswig-holsteinischen Dorf Wacken, dem Veranstaltungsort des Wacken-Open-Air-Festivals. Der Film wurde produziert von Flying Moon.

## Inhalt

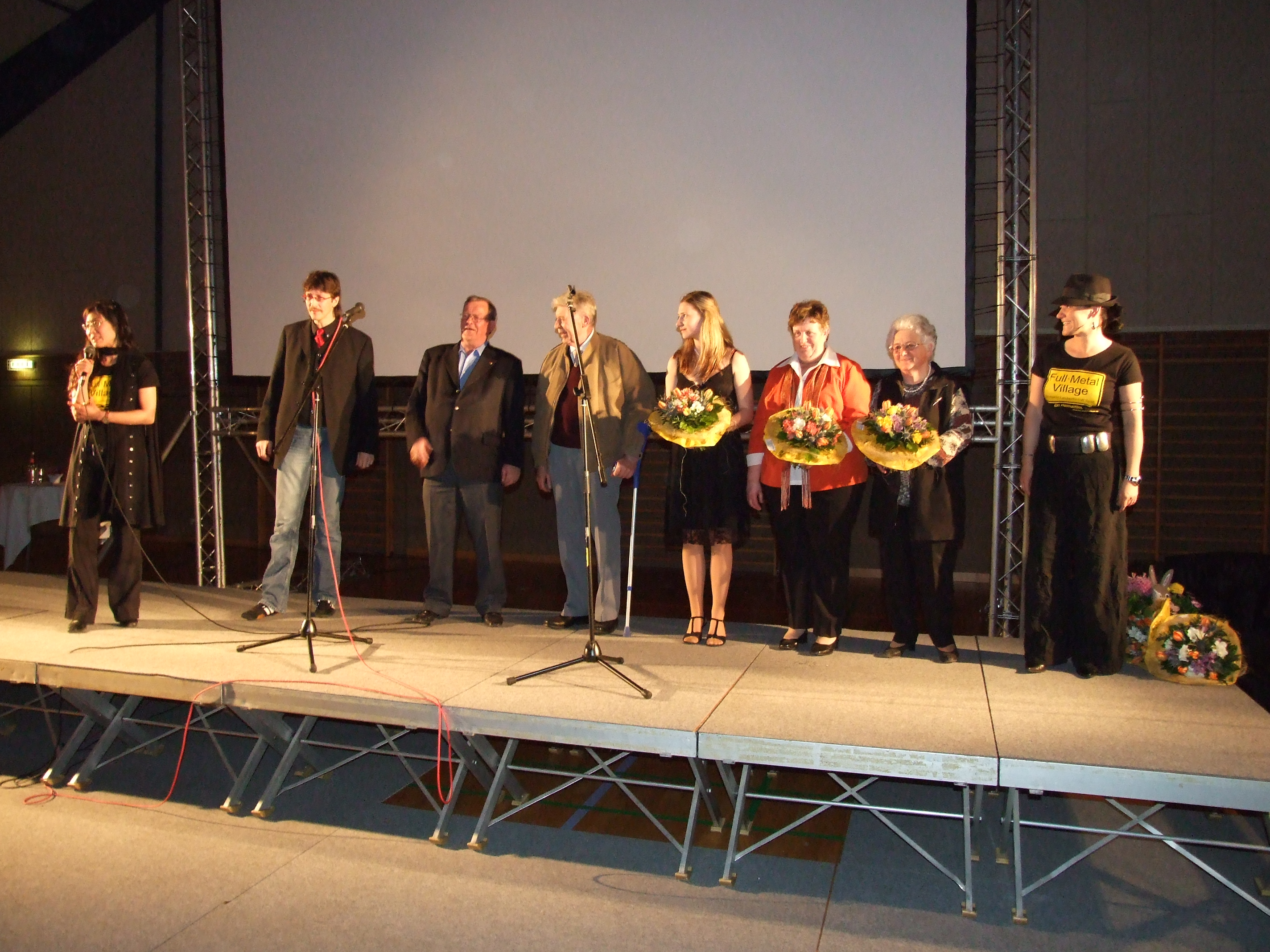
V. l. n. r.: Regisseurin Sung-Hyung Cho, Moderator Bernd Stölting und Charaktere aus dem Film bei der Vorpremiere in Wacken: Uwe Trede, Klaus Plähn, Ann-Kathrin Schaack, Lore Trede, Irma Schaack.

Im Mittelpunkt des Films stehen die Einwohner des kleinen Ortes, der jährlich zum Open-Air-Festival von Fans der Metal-Szene überschwemmt wird. Am ersten Augustwochenende treffen sich zirka 85.000 Fans aus aller Welt in Wacken, das nur 1.800 Einwohner zählt. Der Film zeigt die Wackener in ihrem Alltag und wie sie die Zeit des Festivals erleben, bei dem sie zum Teil mit eingebunden sind. Der Dokumentarfilm trägt den Untertitel Heimatfilm.

## Kritiken
Mit Full Metal Village wurde erstmals in der Geschichte des Filmfestivals Max Ophüls einem Dokumentarfilm die renommierte Auszeichnung zuerkannt. Die Jury des Max-Ophüls-Preises 2007 lobt den Film in ihrer Begründung als humorvoll und vielschichtig, als „unterhaltsamen Dokumentarfilm, der ein faszinierendes Bild deutscher Identität“ liefere.
Das Lexikon des Internationalen Films urteilt: „Die Dramaturgie konzentriert sich ebenso aufmerksam wie amüsant auf das Aufeinandertreffen der bäuerlichen Kultur mit jugendlichen Musikliebhabern, wobei es um keine problemorientierten Tiefenbohrungen geht, sondern eher um vergnügliche Exkurse in Befindlichkeiten, deren Charme nicht nur den Protagonisten, sondern nicht zuletzt auch dem Talent der Regisseurin im Umgang mit ihren Interview-Partnern geschuldet ist.“

## Auszeichnungen
- 2006 Schleswig-Holstein Filmpreis
- 2006 Hessischer Filmpreis
- 2007 Max Ophüls Preis
- 2007 Gilde-Filmpreis

## Belege
1. ↑  Freigabekarte der FSK (PDF-Datei; 69 kB)
2. ↑  Alterskennzeichnung für Full Metal Village. Jugendmedienkommission.
3. ↑  Pressemitteilung zur Verleihung des Max-Ophüls-Preises 2007 (Memento vom 5. Oktober 2007 im Internet Archive)
4. ↑  Zeitschrift film-dienst und Katholische Filmkommission für Deutschland (Hrsg.), Horst Peter Koll und Hans Messias (Red.): Lexikon des Internationalen Films – Filmjahr 2007. Schüren Verlag, Marburg 2008, ISBN 978-3-89472-624-9